# Passion for Life
Passion for Life（パッション・フォー・ライフ）は、日本の女性アイドルグループ・愛乙女☆DOLLの楽曲。2021年12月7日に同グループ通算15枚目のシングルとしてLOVELY RECORDSからリリースされた。

## 背景とリリース
前作「真夏イリュージョン」（2020年9月23日）から1年3か月ぶりとなるシングルで、矢野美優加入後初、佐野友里子が参加する最後のシングルともなる。2021年9月18日に行われた『AJ祭大成功記念!! ArcJewel 10周年 感謝の1000円ライブ in Zepp Tokyo』で初披露された。
「Passion for Life」は沢口かなみ、「Diary」はいどみんが振付を担当。
Type-Bに収録されている佐野友里子のソロ曲「ソレイユの魔法」は、2014年1月12日に吉祥寺CLUB SEATAで行われた『佐野友里子バースデーライブ2014』で初披露され、以後も自身の生誕祭などで度々歌われたが、当シングル発売までCD化されることはなかった。
なお、らぶどるは佐野の後任として青山玲奈と新穂貴城が新加入したが、この体制下でのシングル・アルバムは一作も制作されておらず、その後2023年3月をもって全メンバーの活動が終了したため、現時点でらぶどるとしては最新のCD作品となっている。

## アートワーク
表題曲の衣装デザインは、元『アイドルカレッジ』の佐藤春奈が担当。佐藤はらぶどると同じArcJewelに所属する『Gran☆Ciel』の衣装も手掛けていた縁で、本作の衣装デザインに起用された。佐藤は佐野からのオーダーとして、赤を基調としたチェック柄で、生地に「LOVELY☆DOLL」の英文表記が細かくプリントされたデザインのドレスを制作した。
ジャケット写真は「未来航路」（2019年11月26日）から3作連続となる林晋介が撮影。ミュージックビデオは和洋女子大学の佐倉セミナーハウスで撮影された。Jewel☆Neigeの福村優月は発売前の2021年11月25日に表題曲のMVが初公開された際、「ダンスも結構全力系なのに、ブレずに歌いきるらぶどるは偉大だなと思った。」と評している。

## メディアでの使用
Passion for Life
- テレビ東京系『じっくり聞いタロウ〜スター近況㊙報告〜』エンディングテーマ（2021年12月期[16]）

## シングル収録トラック

### Type-A（LVL-5）
| #         | タイトル                           | 作詞                 | 作曲                 | 編曲                      | コーラス   | 時間  |
| --------- | ---------------------------------- | -------------------- | -------------------- | ------------------------- | ---------- | ----- |
| 1.        | 「Passion for Life」               | 小澤正澄             | 小澤正澄             | 小澤正澄                  |            | 4:11  |
| 2.        | 「Diary」                          | 鈴木エレカ Carlos K. | Carlos K. 鈴木エレカ | Carlos K.                 | 鈴木エレカ | 3:43  |
| 3.        | 「夢のつづき」                     | 福田貴訓             | 福田貴訓             | 福田貴訓 ヒグチタイシュウ |            | 4:43  |
| 4.        | 「Passion for Life」(Instrumental) |                      | 小澤正澄             | 小澤正澄                  |            | 4:11  |
| 5.        | 「Diary」(Instrumental)            |                      | Carlos K. 鈴木エレカ | Carlos K.                 |            | 3:43  |
| 6.        | 「夢のつづき」(Instrumental)       |                      | 福田貴訓             | 福田貴訓 ヒグチタイシュウ |            | 4:40  |
| 合計時間: | 合計時間:                          | 合計時間:            | 合計時間:            | 合計時間:                 | 合計時間:  | 25:11 |

### Type-B（LVL-6）
| #         | タイトル                           | 作詞                 | 作曲                 | 編曲      | コーラス   | 時間  |
| --------- | ---------------------------------- | -------------------- | -------------------- | --------- | ---------- | ----- |
| 1.        | 「Passion for Life」               | 小澤正澄             | 小澤正澄             | 小澤正澄  |            | 4:11  |
| 2.        | 「Diary」                          | 鈴木エレカ Carlos K. | Carlos K. 鈴木エレカ | Carlos K. | 鈴木エレカ | 3:43  |
| 3.        | 「ソレイユの魔法」(佐野友里子)     | まい                 | CHEEBOW              | CHEEBOW   | lino       | 4:46  |
| 4.        | 「Passion for Life」(Instrumental) |                      | 小澤正澄             | 小澤正澄  |            | 4:11  |
| 5.        | 「Diary」(Instrumental)            |                      | Carlos K. 鈴木エレカ | Carlos K. |            | 3:43  |
| 6.        | 「ソレイユの魔法」(Instrumental)   |                      | CHEEBOW              | CHEEBOW   |            | 4:43  |
| 合計時間: | 合計時間:                          | 合計時間:            | 合計時間:            | 合計時間: | 合計時間:  | 25:17 |